# أندريا تشوفيتش
أندريا تشوفيتش مواليد 9 أكتوبر 1993 في كرواتيا، هي لاعبة كرة يد كرواتية تلعب كمحور. مثلت منتخب كرواتيا لكرة اليد للسيدات. حققت المركز الثالث في ألعاب البحر الأبيض المتوسط 2013.

## سجل المنافسة
شاركت في البطولات التالية:
- بطولة أوروبا لكرة اليد للسيدات 2016

## الإنجازات
- دوري أبطال أوروبا لكرة اليد للسيدات:
  - الميدالية البرونزية: 2016

## روابط خارجية
- أندريا تشوفيتش على موقع الاتحاد الأوروبي لكرة اليد (الإنجليزية)